# 藤原安方
藤原 安方（ふじわら の やすかた）は、平安時代前期の貴族。藤原南家、正六位上・藤原清名の子。官位は従四位下・阿波権守。

## 経歴
内蔵権助在職中の天安2年（858年）清和天皇の即位に伴い、従五位下に叙爵。貞観4年（862年）従五位上・内蔵助、貞観7年（865年）内蔵頭に叙任されるなど、清和朝前半は内蔵寮官人を務めた。
その後、従四位下に至り、陽成朝では阿波権守を務める傍ら、清和上皇の身近に仕えた。元慶3年（879年）5月清和上皇の出家に従い、安方も同じく出家を果たした。

## 官歴
『日本三代実録』による。
- 時期不詳：正六位上。内蔵権助
- 天安2年（858年） 11月7日：従五位下
- 貞観4年（862年） 正月7日：従五位上。正月13日：内蔵助
- 貞観5年（863年） 3月28日：次侍従
- 貞観7年（865年） 正月27日：内蔵頭
- 貞観9年（867年） 2月29日：兼土佐権守
- 時期不詳：従四位下。阿波権守
- 元慶3年（879年） 5月25日：出家辞官

## 系譜
『尊卑分脈』による。
- 父：藤原清名
- 母：藤原園主の娘
- 生母不明の子女
  - 男子：藤原貞淵